# أسطورة الرياضيات
أسطورة الرياضيات: وأوهام أخرى تتعلق بالعلوم والتكنولوجيا والهندسة والرياضيات هو كتاب واقعي صدر عام 2016 من تأليف عالم السياسة في كلية كوينز أندرو هاكر، حيث قام بتحليل وانتقاد تدريس النظام التعليمي للرياضيات في الولايات المتحدة باعتباره تقدمًا خطيًا نحو مجالات أكثر تقدمًا. استنادًا إلى مقالة افتتاحية نشرتها صحيفة نيويورك تايمز عام 2012 بعنوان "هل الجبر ضروري"، يرى هاكر أن تدريس الجبر المتقدم وعلم المثلثات وحساب التفاضل والتكامل ليس مفيدًا لغالبية الطلاب. ويدعي كذلك أن اشتراط دورات متقدمة في الرياضيات في التعليم الثانوي يسهم في معدلات التسرب ويمنع الطلاب المحرومين اجتماعياً واقتصادياً من مواصلة التعليم. ينتقد هاكر النظام الأساسي المشترك والتركيز الأمريكي على تعليم العلوم والتكنولوجيا والهندسة والرياضيات بدلاً من العلوم الاجتماعية، بحجة أن النظام التعليمي يجب أن يعطي الأولوية "للحساب" على تعليم الرياضيات البحتة.
تلقت أسطورة الرياضيات تغطية انتقادية واسعة النطاق من النقاد وعلماء الرياضيات، حيث أشار البعض إلى حجج هاكر باعتبارها "مخادعة" وتساهم في موقف نخبوي تجاه الرياضيات، حيث أشار الكثيرون إلى نقص الاستكشاف في الرياضيات في مرحلة الطفولة المبكرة والتعليم الابتدائي. وأشاد آخرون بعمل هاكر، ووصفوا الكتاب بأنه يقدم نقدًا مقنعًا لتعليم العلوم والتكنولوجيا والهندسة والرياضيات في الولايات المتحدة وتمكين الطلاب الذين يكافحون في الرياضيات.